# میلتن (لوئیزیانا)
میلتن (به انگلیسی: Milton) شهری در ایالت لوئیزیانا کشور ایالات متحده آمریکا است که جمعیت آن در سرشماری سال ۲۰۱۰ میلادی، ۳٬۰۳۰ نفر بوده‌است.